# Heilig-Geist-Kapelle (Quakenbrück)
Die katholische Heilig-Geist-Kapelle in Quakenbrück bestand von 1947 bis 1954 in einer von der polnischen Besatzung übernommenen Baracke und ab 1954 als ein auf den Grundmauern der früheren Flughafenkommandantur des Quakenbrücker Flughafens errichtetes Gebäude. 1995 wurde die Kapelle abgerissen.

## Kirchenbaracke
Nach Beendigung des Zweiten Weltkriegs entwickelte sich der ehemalige Militärflugplatz im Quakenbrücker Ortsteil Merschland zu einem Industrie- und Wohngebiet. Nach Abzug der polnischen Besatzung 1947 lebten dort 78 Menschen, 1959 waren es bereits 1.700. So blieb es nicht aus, dass sich die katholische Pfarrei St. Marien Gedanken darüber machte, den zugezogenen Katholiken des neuen Ortsteils, wie auch der benachbarten Bauerschaften Borg und Groß Mimmelage, vor Ort Gelegenheit zum Gottesdienst zu geben.
Die polnische Besatzung hatte an der Einmündung der heutigen Ostlandstraße in die Artlandstraße eine Baracke hinterlassen, die anfangs als Kasino und später als Kapelle benutzt worden war. Das Gebäude war mit einem Dachreiter mit einer kleinen Glocke sowie farbigen Fensterscheiben mit Papierbildern versehen, die jeweils zwischen zwei Glasscheiben eingeklemmt waren. Zwei Fenster mit Darstellungen der Evangelisten aus dieser Baracke, befinden sich im Quakenbrücker Stadtmuseum.
Nach dem Abzug der polnischen Besatzung diente diese Kirchenbaracke ab 1947 rund sechs Jahre lang für den sonntäglichen Gottesdienst der einheimischen Bevölkerung. Bereits am Sonntag vor Abzug der Besatzer war ein gemeinsamer Gottesdienst gefeiert worden.

## Kapelle
1951 stellte die zuständige Baubehörde erstmals Baufälligkeit fest. Nach einiger Zeit konnte die zerstörte Flughafenkommandantur von der Gemeinde St. Marien zur Errichtung einer Kapelle erworben werden. Nach den Plänen des Architekten Lipsmeier entstand auf den Grundmauern eines Teils der Kommandantur eine Kapelle in der Größe von 17 mal 12 Metern mit 250 Sitzplätzen. Aus der Baracke wurde nur die handbediente Glocke in den turmartigen Anbau übernommen.
Die Weihe der Kapelle nahm Erzbischof Wilhelm Berning am 21. Januar 1954 vor. 1967 wurde das Harmonium durch eine Heimbau-Orgel ersetzt, die wiederum 1985 von einer Orgel mit fünf Registern der Firma Kleider in Brackwede abgelöst wurde.
Nach der Schließung des Borromäus-Krankenhauses 1978 wurden drei 1909 entstandene neugotische Fenster der Krankenhaus-Kapelle in die Hl.-Geist-Kapelle eingebaut. Sie zeigen Darstellungen des Heiligen Karl Borromäus, des Bekenners Hermann Josef und der Madonna im Strahlenkranz. Zwischen den Fenstern befanden sich drei barocke Holzskulpturen der Jöllemann-Schule um 1750, Johannes der Täufer, St. Franziskus und St. Josef mit Jesuskind, die aus den Trümmern der im Zweiten Weltkrieg zerstörten Marienkirche gerettet wurden. An der Chorwand war das Jöllemann-Kreuz des alten Hauptaltars der Marienkirche übernommen worden.
1965 musste das Gebäude durch Verstärkung der Seitenwände und Abstützung der alten Kellerdecke vor einer drohenden Baufälligkeit bewahrt werden. Doch 1995 zeigten sich weitere Schäden im Mauerwerk, die hohe Sanierungskosten erfordert hätten. Nachdem die evangelische Gemeinde bereit war, katholische Gäste in der inzwischen errichteten St.-Petrus-Kirche aufzunehmen, entschloss sich die katholische Gemeinde, die Kapelle und den Standort aufzugeben, zumal in dieser Zeit die ökumenische Kapelle am neu erbauten Krankenhaus gerade in Planung war.